# Along Came Jones
Along Came Jones è il primo album in studio del cantante gallese Tom Jones, pubblicato nel 1965; venne ripubblicato lo stesso anno col titolo It's Not Unusual con l'aggiunta del brano omonimo e la foto della copertina ribaltata.

## Tracce

### Along Came Jones
1. I've Got a Heart (Gordon Mills, Les Reed) - 2:33
2. It Takes a Worried Man (trad. arr. Gordon Mills) - 2:40
3. Skye Boat Song (trad. arr. Lee Lawson, Harold Boulton) - 2:59
4. Once Upon a Time (Gordon Mills) - 2:07
5. Memphis, Tennessee (Chuck Berry) - 2:40
6. Whatcha' Gonna Do (Chuck Willis) - 3:07
7. I Need Your Loving (Don Gardner, Bobby Robinson, Clarence Lewis, James McDougall) - 2:38
8. It's Not Unusual (Gordon Mills, Les Reed) - 1:58
9. Autumn Leaves (Joseph Kosma, Johnny Mercer, Geoffrey Parsons, Jacques Prévert) - 3:08
10. The Rose - Version 2 (Gordon Mills) - 2:53
11. If You Need Me (Wilson Pickett, Robert Bateman, Sonny Sanders) - 2:38
12. Some Other Guy (Gordon Mills) - 2:31
13. Endlessly (Brook Benton, Clyde Otis) - 3:19
14. It's Just a Matter of Time (Clyde Otis, Brook Benton, Belford Hendricks) - 2:42
15. Spanish Harlem (Jerry Leiber, Phil Spector) - 3:18
16. When the World Was Beautiful (Paul Kaufman, Jerry Harris) - 2:16

### It's Not Unusual
1. It's Not Unusual	2:08
2. Memphis Tennessee	2:39
3. I Need Your Loving	2:44
4. Watcha Gonna Do	3:06
5. Skye Boat Song	2:57
6. Worried Man	2:36
7. Once Upon A Time	2:08
8. Autumn Leaves	3:07
9. It's Just A Matter Of Time	2:33
10. Spanish Harlem	3:17
11. If You Need Me	2:39
12. When The World Was Beautiful	2:18